# فون وافر
فون وافر (بالإنجليزية: Von Wafer)‏ مواليد 21 يوليو 1985 في هومر، هو لاعب كرة سلة أمريكي بدأ مسيرته الاحترافية في سنة 2005 حيث تم اختياره من قبل فريق لوس أنجلوس ليكرز خلال الدرافت يلعب في دوري بورتوريكو لكرة السلة ويحمل الرقم 13. يبلغ طوله 6 قدم 5 بوصة (2.0 م).

## فرق لعب لها
- لوس أنجلوس ليكرز
- لوس أنجلوس كليبرز
- دنفر ناغتس
- بورتلاند ترايل بلايزرز
- هيوستن روكتس
- نادي أولمبياكوس لكرة السلة
- بوسطن سيلتكس
- أورلاندو ماجيك

## إحصائيات المسيرة

### الموسم الاعتيادي
| السنة   | الفريق                 | لعب | بدأ | دقيقة | ميداني% | ثلاثية | حرة  | ارتداد | صنع | استلاب | تصدي | نقطة |
| ------- | ---------------------- | --- | --- | ----- | ------- | ------ | ---- | ------ | --- | ------ | ---- | ---- |
| 2005–06 | لوس أنجلوس ليكرز       | 16  | 0   | 4.6   | .158    | .118   | .750 | .5     | .3  | .2     | .0   | 1.3  |
| 2006–07 | لوس أنجلوس كليبرز      | 1   | 0   | 1.0   | .000    | .000   | .000 | .0     | .0  | .0     | .0   | .0   |
| 2007–08 | دنفر ناغتس             | 21  | 0   | 4.3   | .263    | .067   | .750 | .5     | .2  | .1     | .0   | 1.3  |
| 2007–08 | بورتلاند ترايل بلايزرز | 8   | 0   | 8.0   | .304    | .273   | .500 | 1.1    | .3  | .0     | .3   | 2.4  |
| 2008–09 | هيوستن روكتس           | 63  | 11  | 19.4  | .447    | .390   | .752 | 1.8    | 1.1 | .6     | .1   | 9.7  |
| 2010–11 | بوسطن سيلتكس           | 58  | 2   | 9.5   | .421    | .269   | .842 | .8     | .6  | .3     | .1   | 3.2  |
| 2011–12 | أورلاندو ماجيك         | 33  | 1   | 14.2  | .452    | .359   | .704 | 1.4    | .9  | .3     | .1   | 5.9  |
| المسيرة |                        | 200 | 14  | 12.4  | .420    | .325   | .751 | 1.2    | .7  | .4     | .1   | 5.3  |

### التصفيات
| السنة   | الفريق         | لعب | بدأ | دقيقة | ميداني% | ثلاثية | حرة  | ارتداد | صنع | استلاب | تصدي | نقطة |
| ------- | -------------- | --- | --- | ----- | ------- | ------ | ---- | ------ | --- | ------ | ---- | ---- |
| 2009    | هيوستن روكتس   | 13  | 0   | 13.9  | .424    | .409   | .864 | .9     | .7  | .2     | .1   | 8.2  |
| 2011    | بوسطن سيلتكس   | 3   | 0   | 1.7   | .000    | .000   | .000 | .3     | .0  | .0     | .0   | .0   |
| 2012    | أورلاندو ماجيك | 1   | 0   | 6.0   | .600    | .000   | .000 | 1.0    | .0  | .0     | .0   | 6.0  |
| المسيرة |                | 17  | 0   | 11.2  | .424    | .391   | .864 | .8     | .5  | .1     | .1   | 6.6  |

## روابط خارجية
- فون وافر على موقع الدوري الأوروبي لكرة السلة (الإنجليزية)
- فون وافر على موقع إن بي أي (الإنجليزية)
- فون وافر على موقع سبورتس رفرنس (الإنجليزية)
- فون وافر على موقع كرة السلة الأوروبية.كوم (الإنجليزية)
- فون وافر على موقع كلية كرة السلة في سبورتس رفرنس.كوم (الإنجليزية)
- فون وافر على موقع ريلجم (الإنجليزية)
- فون وافر على موقع بروبوليرز (الإنجليزية)
- فون وافر على موقع سبورتس رفرنس (الإنجليزية)
- فون وافر على موقع سبورتس رفرنس (الإنجليزية)